# La Galère (Weiss)
Pour les articles homonymes, voir La Galère.
La Galère est le premier roman de l'auteur autrichien germanophone Ernst Weiss, publié en 1913 à Berlin.

## Résumé
Erik est un jeune physicien talentueux et reconnu par ses pairs. Il donne des conférences à l'Université de Vienne quelques heures par semaine devant un public clairsemé. Il ne tarde néanmoins pas à gagner en reconnaissance et devient professeur associé.
Erik n'a jamais eu d'expérience sexuelle. Il rencontre lors d'une conférence une jeune Russe, Dina Ossonskaja. Il commence à la désirer vivement mais gâche toute leur relation commençante par des propos déplacés et pour lesquels Dina attend des excuses. Il n'en donne pas et leur relation se brise, de même que se brisa une autre relation balbutiante qu'il eut avec une femme de chambre slovaque, Bronislawa, mais qu'il eu tôt fait de froisser.
Il rencontre ensuite une autre femme, Helene Blütner avec laquelle il passe sa première nuit d'amour. Ses recherches sur les rayons X l'ont cependant rendu stérile et la jeune femme ne tombe pas enceinte. Celle-ci soutient financièrement son amant dans ses recherches et lui témoigne beaucoup de fidélité. La raison d'Erik est néanmoins de plus en plus perturbée et possédée par son désir de lucre qu'il orient désormais vers sa sœur Edith, violoniste en devenir. Il abandonne dès lors Helene.
Erik est néanmoins assez vite diagnostiqué d'un cancer de la peau inopérable sur l'avant-bras droit et de métastases glandulaires sous les aisselles. L'amputation est nécessaire, sans quoi il mourrait dans l'année. Il ne parvient pas à le dire à Edith, c'est Helene qui se charge de lui, mais en tenant à n'être rien plus que son infirmière. La veille de son opération, Erik ne parvient pas à dormir. Il s'injecte alors une dose mortelle de morphine alors qu'il voit ses parents s'approcher, eux qu'il n'a jamais réellement compris, aussi peu que Bronislaxa, Dina, Helene et Edith.

## Titre
Le terme de galère est utilisé dans le roman comme métaphore exprimant l'enhaînement d'Erik à l'égard de ses parents.

## Physique
Au milieu du roman se trouve une formule de la mécanique classique : v = gt²/2. g fait référence à la pesanteur et t au temps . Le côté droit de l'équation a donc la dimension d'une longueur. A gauche, en revanche, il n'y a pas le symbole de la longueur, mais à tort celui pour la vitesse.

## Genèse
Ernst Weiß écrit à Martin Buber le 5 juillet 1912 : « L’idée de base était : … les gens sont liés les uns aux autres… » Et « la deuxième idée : le héros [Erik]… est l’égoïste le plus brutal. » Cela entraîne sa « solitude ». De ce fait, Erik s’enfuit « vers la mort ».

## Traductions françaises
- Ernst Weiss, Nicole Casanova et Peter Engel, , Actes Sud, coll. « Lettres allemandes », 2003 (ISBN 978-2-7427-4378-0)